# Num

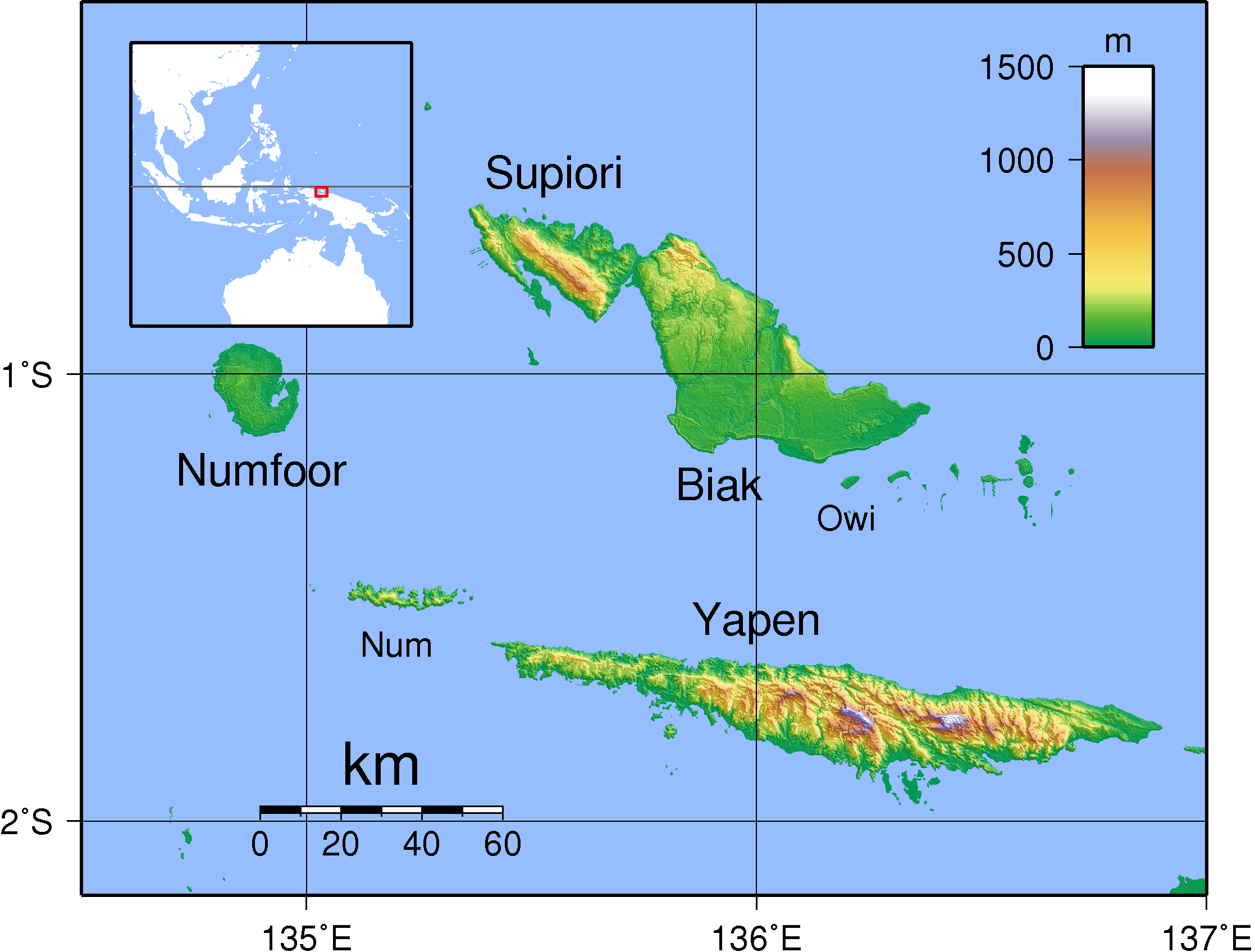
Archipiélago Schouten, en Indonesia.

Num (indonesio: Pulau Num, biak: Miosnum) es una isla de Nueva Guinea Occidental, Indonesia, justo al oeste de Yapen del que la separa el estrecho de Mios Num. Se ubica en la Bahía Cenderawasih, Numfor y Biak se encuentran al norte, con el estrecho de Aruri en el medio.
Tiene una superficie de 84 km² y su punto más elevado se encuentra a 448 m sobre el nivel del mar.
- Datos: Q4116919
- Multimedia: Num Island / Q4116919